# Francisco de Vargas y Medina
Francisco de Vargas y Medina, también conocido como Licenciado Francisco de Vargas o Licenciado Vargas (Madrid, c.1453 – Burgos, 22 de julio de 1524), fue un renombrado consejero de los Reyes Católicos. Se casó con Inés de Carvajal y Camargo y tuvo siete hijos: Diego de Vargas, Gutierre de Vargas, Obispo de Plasencia; Francisco de Vargas (o de Camargo), Juan de Vargas, Catalina de Vargas, dama de la Reina; Leonor de Vargas y María de Vargas.

## Biografía
Nacido en Madrid, hijo de Diego de Vargas y de María Alfonso de Medina y Velasco, y hermano de Diego de Vargas “el cojo”. Licenciado en Derecho, ejerce como juez de residencia de manera sucesiva en diferentes villas de la Corona de Castilla, como Alcaraz (1485), Cáceres y Trujillo (1490), y Ávila, Guipúzcoa y Asturias (1493).
Hacia 1497 se establece en la corte de los Reyes Católicos como alcalde de casa y corte. Poco después, hacia 1501, empieza a desempeñar tareas de letrado de la Contaduría Mayor de Hacienda, cuya función consistía en ayudar con las cuestiones legales derivadas de los contenciosos de la administración de las rentas de la Corona. En enero de 1505 recibe oficialmente el título de letrado de la Contaduría Mayor, y en septiembre de ese mismo año es nombrado además miembro del Consejo Real de Castilla. A comienzos de 1506, se encarga de manera interina de la Tesorería General.
En junio de 1506, el rey Felipe I le suspende de todas sus funciones por su supuesta inclinación “fernandina”. Sin embargo, tras la temprana muerte del monarca en septiembre de 1506, la reina viuda doña Juana le restituye en su anterior cargo. En noviembre de 1507 recibe oficialmente el título de Tesorero General de Castilla, labor que compagina con sus actividades como miembro del Consejo Real y como letrado de la Contaduría Mayor. Durante los siguientes años se fue ganando la confianza del rey Fernando el Católico. En 1516, en su lecho de muerte, Fernando le llamó entre sus asesores de confianza para aconsejarle acerca de la transmisión de su herencia patrimonial. En su postrero testamento deja como heredera universal a su hija Juana y, dado su estado de enajenación, a su nieto Carlos como Gobernador General. El propio Vargas comunica la muerte del monarca al cardenal Cisneros, quien desde ese momento tomaba el cargo de Gobernador de Castilla.
Con la llegada al trono de Carlos I, Vargas fue renovado en su cargo de Tesorero General. Durante ese periodo, el déficit crónico fue un grave problema al que tuvo que enfrentarse la Tesorería General, dado que gran parte de los ingresos ordinarios se destinaba al pago de cargas financieras. La gestión de Vargas resultó en unas cuentas opacas, en las que los contadores encontraban gran dificultad para distinguir entre caudales públicos y recursos particulares del propio tesorero. En febrero de 1523 se abordan reformas del régimen de Tesorería y se constituye el Consejo de Hacienda, al que pasa a formar parte la Tesorería General. A pesar de los rumores de cese, el cuestionado Vargas se mantiene al frente de la Tesorería Real. En septiembre de 1523 Vargas abandona finalmente sus actividades al frente de la Tesorería tras ser procesado.

Francisco de Vargas murió por un fatídico accidente el 22 de julio de 1524, en el Monasterio de Santa María la Real de Las Huelgas de Burgos. Según relata una carta de Martín de Salinas al Infante don Fernando, fechada en agosto de 1524, el licenciado Vargas murió en las siguientes circunstancias:
«Paresce ser que el dicho licenciado tenia emprendido amores con una monja en las Huelgas de Burgos, y para cumplir su voluntad había buscado persona que le supiese guiar dentro en el monasterio, y halló un cierto carpintero que había labrado dentro, el cual servía de mozo de caballos al dicho licenciado; y el mozo le hizo una escala con que subía por las paredes y entraba dentro en el monasterio. A los 22 del mes pasado acordó de ir á ver su dama y llevó consigo el mozo de caballos y un escudero suyo que se llama Nava; y el licenciado entró en el monasterio y con él el mozo de caballos, y el escudero quedó de fuera; y después de haber holgado con su dama, queriendo salir por la escala, sintióse un poco mal dispuesto, y no embargante esto determinó de subir y a los dos escalones desmayó y cayó súpitamente muerto entre la monja y su criado; y ellos viendo de la suerte que estaba, dieron aviso al escudero que es taba de fuera, el cual entró y no pudieron sacarle. A la cual causa hubo de ir á la ciudad y traer sus hijos y compañía, y con cuerdas le sacaron fuera y le atravesaron en una mula, y así muerto, le metieron a la alba del día en su posada y publicaron haberse muerto en su cama de un desmayo. Y como las tales cosas no pueden ser secretas, luego se supo la verdad, y a la hora fueron secretados sus bienes, así los que consigo tenia, como los que en cualquier parte.»

## "Averígüelo Vargas"
Se dice de Francisco de Vargas, consejero de los Reyes Católicos, que se le encargaban aquellas tareas que eran particularmente complejas: misiones diplomáticas, investigaciones de sucesos especiales, tareas específicas de indagación y, sobre todo, casos de solución apremiante. Por su perspicacia y actividad, el rey Fernando le nombró secretario suyo y le pasaba los documentos para que los informara con la fórmula "Averígüelo Vargas", que ha tomado carácter proverbial. La célebre expresión "¡Averígüelo Vargas!" es por tanto sinónimo de “cúmplase”. Como dice Francisco de Quevedo en la Visita de los Chistes:
«Éste es Vargas, que como dicen: "Averígüelo Vargas" viene averiguándolo todo»